# Образовательное право
Образовательное право — по разным определениям, «совокупность (..) конституционных положений, (..) законов, судебной практики и подзаконных актов, устанавливающих правовые рамки деятельности учебных заведений» или отрасль права, регулирующая отношения между: субъектами образовательной деятельности разных государств; органами государственной власти и субъектами образовательной деятельности; образовательным учреждением и потребителями образовательных услуг.